# ميغيل بيريز (لاعب كرة قدم أرجنتيني)
ميغيل بيريز (بالإسبانية: Miguel Ángel Pérez Pilipiux)‏ (10 أبريل 1947 في الأرجنتين - ) هو لاعب كرة قدم أرجنتيني في مركز الهجوم. شارك مع منتخب إسبانيا تحت 23 سنة لكرة القدم. أما مع النوادي، فقد لعب مع رايو فايكانو وريال سرقسطة وريال مدريد ونادي ألكوركون ونادي كاستييون ونادي موناكو وسبورتيفو إيطاليانو ‏.

## وصلات خارجية
- ميغيل بيريز على موقع عالم كرة القدم.نت (الإنجليزية)